# Picai
I picai sono un metodo di appassimento naturale dell'uva utilizzato nella zona ovest della provincia di Vicenza per produrre il Recioto di Gambellara ed il Vin Santo di Gambellara.

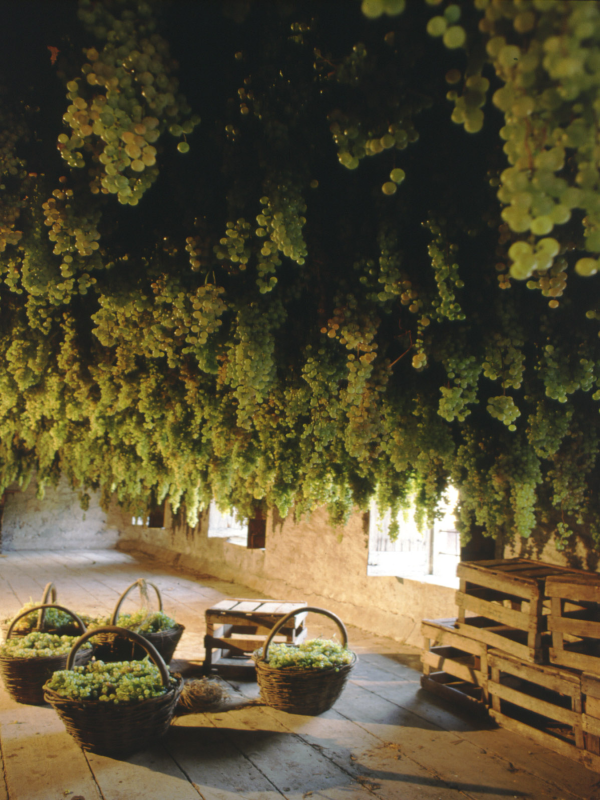
I picai impiegati per produrre il Recioto di Gambellara

## Realizzazione
Il termine picai prende origine dall'espressione in lingua veneta "picar via", ovvero appendere.
I grappoli d'uva vengono infatti appesi alle travi attraverso dei fili.
L'uva generalmente impiegata per realizzare i picai è la Garganega, e va raccolta perfettamente sana, altrimenti non resisterà per i dovuti mesi.
È un lavoro meticoloso, totalmente manuale, che va effettuato prima della tradizionale vendemmia in modo da poter prelevare dal vigneto i grappoli migliori. Il trasporto fino al luogo che ospiterà i picai avviene attraverso cassette di legno o plastica: occorre prestare attenzione per evitare che gli acini vengano danneggiati con la conseguente fuoriuscita del succo.
I picai vanno realizzati in luoghi arieggiati e non umidi, altrimenti l'uva marcisce.
Per appendere i grappoli alle travi viene generalmente impiegata la cosiddetta "gavetta", un cordino realizzato con la canapa.
Il grappolo va legato con la dovuta forza, per evitare che col tempo si liberi dal nodo cadendo a terra (con l'appassimento il diametro dello stelo si riduce).
Durante il periodo di appassimento, se si guastano alcuni acini, questi vanno eliminati.
Con la tecnica dei picai la diminuzione dell'acqua presente negli acini è superiore rispetto agli altri sistemi di appassimento (su graticci o su cassette) grazie all'aiuto dato dalla forza di gravità e al maggiore arieggiamento subito dal grappolo.